# Afer Ibrahim Jalti
Ibrahim o Brahim Jalti (àrab: إبراهيم الجلطي, Ibrāhīm al-Jalṭī) va ser un sergent de l'Exèrcit Reial del Marroc que, juntament amb un altre soldat, Jamal Zaim, va denunciar la corrupció a l'exèrcit. Va informar que els alts funcionaris estaven emprant soldats en les seves pròpies granges privades. Ibrahim Jalti ha volgut mostrar l'evidència directament a Mohammed VI i en 2002 va prendre ostatges exigint una trobada amb el rei. Va ser detingut i condemnat a 9 anys de presó i els documents d'evidència de la corrupció que havia preparat van ser destruïts.
En gener de 2014 Jalti, que és d'Oujda, va començar una asseguda prop de la frontera amb Algèria i va publicar un document en què denuncia la corrupció dels funcionaris de la exèrcit involucrats en el contraban transfronterer.